# Арройо-де-П'єдра
Арройо-де-П'єдра (ісп. Arroyo de Piedra) — руїни міста цивілізації мая в південно-західному Петені (Гватемала).

## Історія
Старовинна назва поки не дешифрована. Засновано приблизно в середині IV століття. Місто розвивалося в складі царства Йаш-…льналь (з центром в городищі Тамаріндіто). Розквіт припав на VII—VIII століття.
Епіграфічні дослідження продемонстрували, що Арройо-де-П'єдра стало царською резиденцією після 717 року, коли царство було підпорядковане Південному Мутульському царству. Розширення поселення в цей час йшло в західному напрямку, в бік Дос-Пілас.
Після відновлення незалежності Тамаріндіто в 761 році Арройо-де-П'єдра втратив свій столичний статус, але залишився другим за значимістю містом держави. На початку IX століття в зв'язку з військовою загрозою, його було зміцнене стінами. Занепад відбувся під час загального колапсу класичного періоду. Місто було залишено жителями незабаром після 830 року.

## Опис
Розташовано на відстані в 3 км від руїн Тамаріндіто та 3 км від руїн Дос-Пілас. За своєю архітектурою схожий на Тамріндіто.
Не є великим поселенням. Уздовж околиці міста, біля урвища виявлено рештки оборонної стіни кінця класичного періоду. Свого часу місто складалося тільки з 1 архітектурної групи. Палацовий комплекс був значно менше, ніж в Тамаріндіто.
Виявлено 7 стел, які мають династичний характер, згадують царів Тамаріндіто. У VIII столітті з Тамаріндіто були перенесені стели 1 і 6 (датовані 613 роком) до Арройо-де-П'єдра.